# Émile Vernier
Pour les articles homonymes, voir Vernier.
Émile Louis Vernier, né le 29 novembre 1829 à Lons-le-Saunier (Jura) et mort le 24 mai 1887 à Paris, est un peintre et lithographe français.

## Biographie

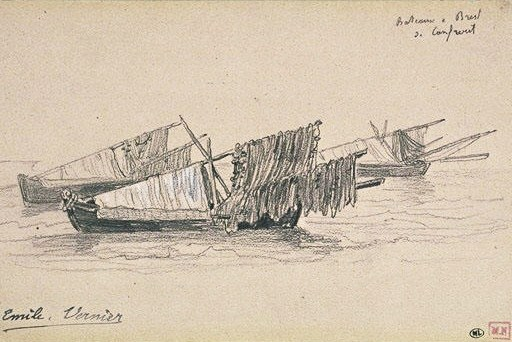
Trois barques de pêche avec leurs filets séchant, à Brest de Camfrout, Paris, musée du Louvre.

Émile Vernier suit son père à Besançon où ce dernier tenait le Café Granvelle. Il ne sera pas destiné à embrasser la carrière artistique dès le départ. En effet, il sera d’abord placé en pension au collège royal de Besançon, en vue d’une carrière militaire, sa famille souhaitant l’envoyer par la suite à l’école militaire de Saint-Cyr. Émile Vernier ne se sentira très vite pas à sa place. Voyant son goût pour l’art, on décidera alors de lui faire suivre les cours de l’école de dessin de Besançon.
Il put par la suite entrer dans l’atelier du lithographe Alexandre Collette (1814-1876) dont il suivit ses leçons dès 1850.
Collette appréciant son travail mais également sa compagnie, il l’emmena avec lui à Fontainebleau où il restera deux mois et pu ainsi faire la connaissance de Théodore Rousseau, Henri Murger et Eugène Cicéri. Malgré son envie de se consacrer uniquement à la peinture, les difficultés financières dont il était victime l’obligeaient à continuer la lithographie. Il travaillera pendant deux ans dans l’atelier de Collette avant de partir et étudia sans relâche afin d’arriver à la maîtrise. En parallèle, il continua à exercer le métier de lithographe pour gagner sa vie.
En 1857, il débute au Salon avec plusieurs lithographies d’après Maurice Sand.
En 1859, il collabore à la décoration de la salle du personnel de l'hôpital de la Charité de Paris[réf. nécessaire], partiellement reconstruite au musée de l'Assistance publique - Hôpitaux de Paris.
La même année, il sera remarqué grâce à un paysage qu’il avait tiré d’une de ses études, et à partir de 1860, il sera reconnu comme un des meilleurs artistes lithographes. Émile Vernier s’attachera également à reproduire les œuvres de beaucoup d’artistes peintres célèbres, dont Courbet, avec qui il se liera d’amitié par la suite. Il lithographiera également les paysages de Jean-Baptiste Camille Corot.
Le 27 juin 1861, il se marie avec Marie Vauthier, également franc-comtoise.
Il fera ensuite la connaissance du peintre Octave Tassaert, qu’il a souvent reproduit, à l’Académie Suisse, un ancien modèle de Jacques-Louis David. Cela va lui permettre de considérablement améliorer sa technique et son style, que ce soit en peinture ou en lithographie. Il va également effectuer de nombreuses séjours entre amis à la campagne autour de Paris, il y passera son temps à dessiner de nombreuses études, sans laisser de côté les lithographies qu’il envoyait régulièrement à l’impression chez Lermercier.
On pourra voir les résultats de tous ces efforts en 1865 avec Un intérieur de parc à Champigny caractérisé par une fraîcheur nouvelle dans le choix des couleurs.
La même année, il va séjourner à Blois pour y reproduire en lithographie un tableau représentant Gutenberg inventant l’imprimerie et La peste d’Ellian, d’après Louis Duveau (1818-1867). Ce séjour lui permettra également d’exécuter de nombreux dessins des maisons et des quartiers de la ville, ainsi que des rives de la Loire et de ses châteaux.
En 1867, il expose au Salon deux tableaux représentant des environs de Besançon ainsi que de nombreuses lithographies d’après Jean-Jacques Henner, Octave Tassaert et Gustave Courbet, montrant par la même occasion, sa grande faculté à s’adapter aux styles des différents artistes.

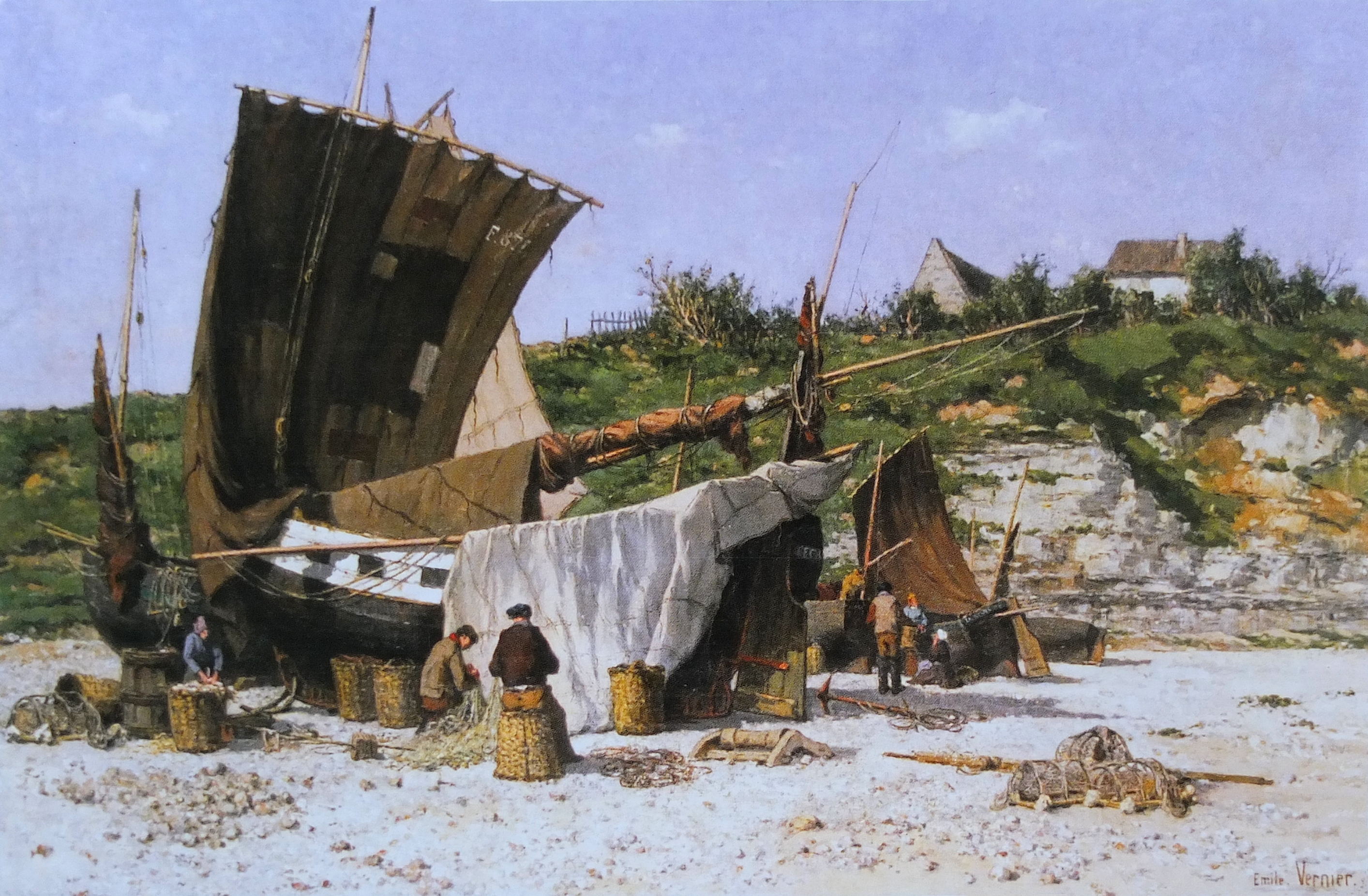
Bateau à sec sur la plage à Yport (1877), musée des Beaux-Arts de Besançon (actuellement en dépôt et exposé aux Pêcheries, musée de Fécamp).

C’est à partir de là que l’on va véritablement remarquer l’originalité et le talent d’Émile Vernier, lui permettant ainsi de mettre un peu de côté la lithographie commerciale, sans toutefois arrêter de proposer ces reproductions aux Salons de Paris. Ainsi, en 1868, ses deux paysages, Le Village d’Avanne près de Besançon et Les Bords de la Loire à Blois, furent accompagnés de six lithographies d’après Corot, Millet, Charles Jacque, Léon Bonnat et Ferdinand Roybet. Il continuera par la suite et elles lui permettront d’acquérir plusieurs fois une médaille.
En 1869, il séjourna à Yport, près de Fécamp où il put admirer la mer, lui inspirant le sujet d’un tableau.
En 1869 et 1870, il sera élu membre du jury d’admission dans la section de gravure et de lithographie. Il obtiendra la même année une médaille pour son Rendez-vous de chasse et ses paysages, d’après Corot.
En 1872, il part en Espagne accompagné du paysagiste Paul Vayson.
Il obtient une médaille à l’Exposition universelle de 1873 à Vienne.
Au printemps 1874, il séjourne à Venise.
En 1879, Émile Vernier obtient une médaille de troisième classe grâce à ses tableaux : Les Pêcheuses de varech à Yport (Seine-inférieure) et La Seine à Bercy en décembre 1878.
En 1880, il obtient une médaille de seconde classe au Salon de Paris, et jouit d’un immense succès à l’exposition de Besançon, la même année : « Cet artiste a le secret d’une « harmonie générale grise aux tons argentins et perlés qui sont du meilleur effet. Les marines qu’il expose : Le quai de Saint-Vaast-la-Hougue et La chapelle, du même pays, nous donnent une impression de fraîcheur et de plein air bien agréable. […] On sent que le peintre marche dans sa voie avec l’assurance d’un maître. Cela donne raison à son dernier succès comme aussi à ceux qui lui sont réservés dans un très prochain avenir. »
Ce succès en peinture arrive à point nommé, car la lithographie vit ses dernières heures de gloire, au profit, probablement, d’une autre technique d’estampe, l'eau-forte.
Au début des années 1860, l’imprimeur Auguste Delâtre et l’éditeur et marchand d’estampes Alfred Cadart crée la Société des aquafortistes, dont le but était le renouveau de l’eau-forte originale de peintre. Bien que ne pratiquant pas l’art de l’eau-forte, Émile Vernier en fit partie, son talent pour le paysage rejoignant les goûts de la société. Les œuvres étaient imprimées par Delâtre pour être éditée par la maison Cadart et Luquet. On peut y voir un infime échantillon des études que l’artiste avait pu faire lors de ses nombreux voyages, comme La Rue Saint-Nicolas, Blois, qui date de 1863.
Il est nommé chevalier de la Légion d'honneur en 1881. En 1885, il expose et est membre du jury, section lithographie, à la première Exposition internationale de blanc et noir à Paris au pavillon de Flore.

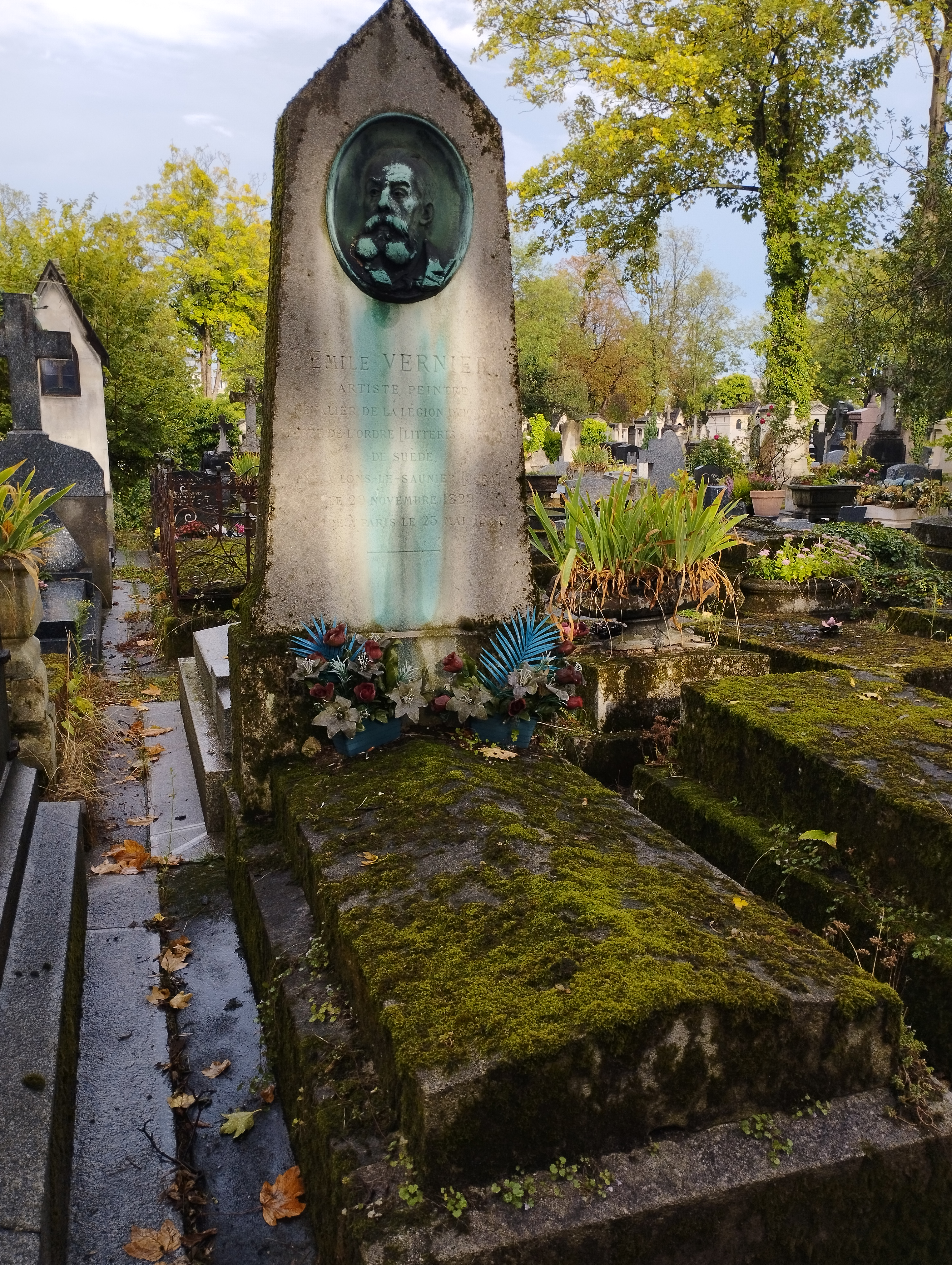
Tombe d'Émile Vernier au cimetière du Père-Lachaise (division 90).

En ce qui concerne sa personnalité et son caractère, Émile Vernier était quelqu’un de très sociable et sincère. Courbet disait également de lui qu’il était un homme nerveux. Restant difficilement en place — comme le montrent les nombreux voyages qu’il a pu faire — Vernier connaissait tous les artistes célèbres de Paris, qu’il parcourait régulièrement. « D’un caractère aimable et enjoué, il se montra un excellent camarade, un ami plein de cordialité et de franchise » écrit Victor Guillemin, qui l’a bien connu. Ce dernier mentionne également lorsque « pendant l’été 1886 », l’artiste lui avait rendu visite : « je le trouvai fort changé physiquement. Il était émacié et avait le pressentiment de sa mort prochaine. “Je vais, me dit-il, faire encore une étude, puis j’irai… sous terre.” Il mourut le 23 mai 1887. »
Inhumé à Paris au cimetière du Père-Lachaise (90e division), nombreux furent ceux qui réagirent à la mort de l’artiste. Charles Beaucquier, entre autres, prononça un discours d’adieu au nom de tous ceux qui ont pu le connaître : « Comment les Francs-Comtois pourraient-ils oublier jamais cette généreuse et vaillante figure d’artiste, ce talent si personnel, fait de bonne foi et de sincérité ? Et lui, vous savez quel attachement il avait gardé pour son pays natal ! Vous vous rappelez tous, vous qui l’avez connu, avec quel naïf orgueil il s’écriait souvent en nous faisant sourire : “Il n’y a rien au-dessus de la Franche-Comté !” Et il le pensait comme il le disait ; sa Franche-Comté lui rendait bien, du reste, cette affection. Elle l’aimait et elle était fière de lui […] »

## Œuvres dans les collections publiques
- Besançon, musée des Beaux-Arts : Bateau à sec sur la plage à Yport, 1877 (actuellement en dépôt et exposé aux Pêcheries, musée de Fécamp).
- Paris, musée du Louvre : Trois barques de pêche avec leurs filets séchant, à Brest de Camfrout, dessin.
- Quimper, musée des Beaux-Arts : Attelage breton à Concarneau (Finistère), 1885, 112 × 163 cm[3].
- Arlon, Belgique, Musée Gaspar-Collection de l'Institut Archéologique du Luxembourg Le troupeau de moutons, d'après Jean François Millet 1870, lithographie.

## Lithographie
- Les Casseurs de Pierre, 1861, d'après Gustave Courbet.
- La Curée, 1863, d'après Gustave Courbet.
- La Fileuse, 1876, d'après Gustave Courbet.
- M. Thiers, 1878, d'après Léon Bonnat.
- Judith, 1884, d'après Benjamin-Constant.
- Le troupeau de moutons, 1870 d'après Jean-François Millet/

Œuvres d'interprétation d'Émile Vernier
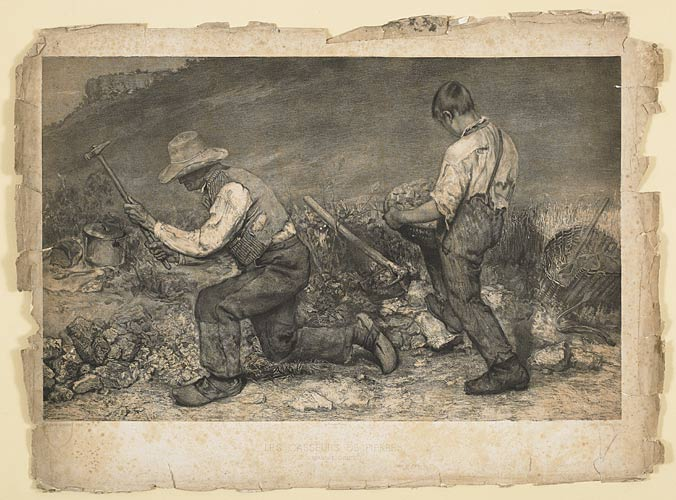
Les Casseurs de pierres (1861), d'après Gustave Courbet, musée des Beaux-Arts et d'Archéologie de Besançon.
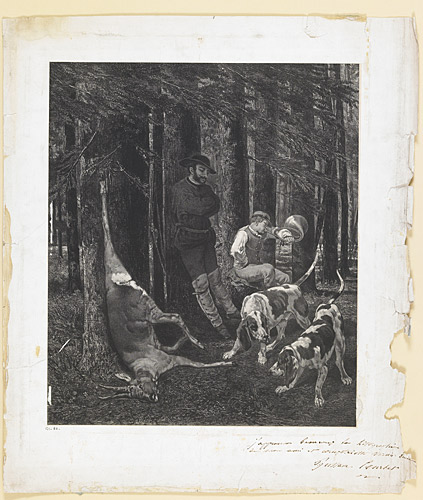
La Curée (1863), d'après Gustave Courbet, musée des Beaux-Arts et d'Archéologie de Besançon.
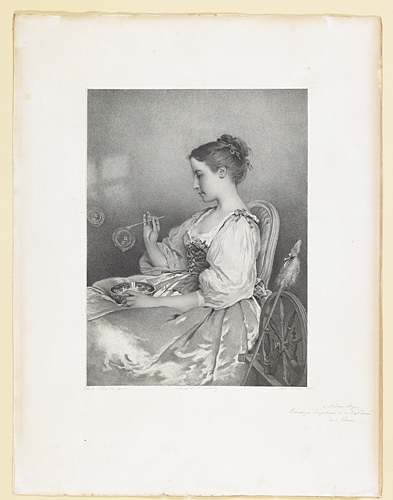
Les Bulles de savon (1865), d'après Charles Chaplin, musée des Beaux-Arts et d'Archéologie de Besançon.